# Quai de la Rapée (stanice metra v Paříži)
Quai de la Rapée je nepřestupní pozemní stanice pařížského metra na lince 5 ve 12. obvodu v Paříži. Nachází se na malém náměstí Place Mazas, přes které vede nábřeží Quai de la Rapée. Po překonání Seiny po viaduktu trať podchází most Pont d'Austerlitz a následuje stanice s otevřeným nástupištěm. Poté stanice přechází po metromostu Morland přes vodní kanál Bassin de l'Arsenal a noří se do podzemí.

## Historie
V létě 1906 byly postupně otevřeny úseky nové linky 5. První část linky byla uvedena do provozu 2. června mezi stanicemi Place d'Italie a Gare d'Austerlitz (tehdy se jmenovala Gare d'Orléans). 13. července byla linka rozšířena po viaduktu přes Seinu do stanice Quai de la Rapée a odtud již 28. července pokračovala východním směrem k nádraží Gare de Lyon do stejnojmenné stanice. Ovšem už 17. prosince téhož roku byl tento jednokolejní úsek pro osobní dopravu zrušen a linka byla prodloužena naopak severním směrem do stanice Jacques Bonsergent (tehdy pod jménem Lancry).

## Název
Původní název stanice zněl Mazas podle zdejšího náměstí. Jacques François Marc Mazas (1765–1805) byl francouzským plukovníkem, který padl v bitvě u Slavkova. 15. října 1907 byla stanice přejmenována na Pont d'Austerlitz (Slavkovský most) podle nedalekého mostu přes Seinu. 1. června 1916 získala své současné jméno podle ulice Quai de la Rapée (nábřeží de la Rapée). De la Rapée byl válečný komisař krále Ludvíka XV., který vlastnil zdejší pozemky a proto nábřeží nese jeho jméno.

## Vstupy
Stanice má jediný přístup umístěný v budově na Place Mazas.

## Zajímavosti v okolí
- Bassin de l'Arsenal – jeden z vodních kanálů a přístav v Paříži